# Université de Kyoto
Vous lisez un « bon article » labellisé en 2011.

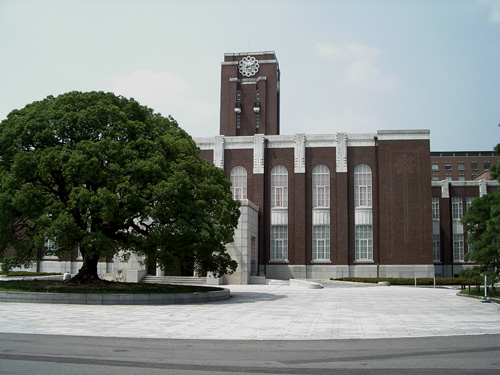
La tour de l'horloge.

L’université de Kyoto (京都大学, Kyōto daigaku), dont le nom est couramment abrégé en Kyōdai (京大), est une université japonaise située à Kyoto. Elle a été fondée en 1897 en tant qu’université impériale du Japon et appartient depuis 2004 à l’association des universités nationales du Japon.
En 2010, elle comptait environ 22 000 étudiants, tous cycles confondus, dont 1 430 étudiants étrangers, 2 875 enseignants et 2 533 personnels administratifs. Ses trois campus sont situés à Kyoto et dans sa périphérie, plus particulièrement les quartiers de Yoshida et de Katsura, ainsi que dans la ville d’Uji. Elle est organisée en dix facultés pour le premier cycle et en dix-sept pour les suivants et compte par ailleurs plusieurs infrastructures comme un hôpital universitaire, un service de bibliothèques comprenant plus de six millions de livres, ainsi qu’un musée.
Parmi les personnalités liées à l’université, dix anciens étudiants ont obtenu un prix Nobel, deux ont obtenu une médaille Fields, deux ont été Premiers ministres du Japon, et un président de Taïwan.

## Histoire

### Création de l'université
L’université est créée par le gouvernement Meiji par l’ordonnance impériale no 209 du 18 juin 1897 et devient alors la deuxième université impériale établie par l’empereur, après celle de Tokyo en 1877. L’établissement prend le nom d’université impériale de Kyōto (京都帝國大學, Kyōto teikoku daigaku) et s’installe sur le campus de Yoshida dans le nord de la ville. Un premier département de sciences et d’ingénierie est ouvert en 1897, suivi en 1899 des départements de droit et de médecine, et en 1906 d’un département de lettres. L’établissement est doté de ses premières infrastructures à la même époque, avec l’ouverture en 1899 d’une bibliothèque universitaire et d’un l'hôpital. En 1914, le département de sciences et d’ingénierie est scindé pour former le département de sciences et le département d’ingénierie. L’université ouvre aussi une école de médecine à Fukuoka en 1903 dont la gestion est ensuite transférée à l’université impériale de Kyūshū en 1911.
L’établissement doit une première fois revoir son organisation interne avec l’application de la loi impériale sur les universités de février 1919 et les départements sont restructurés en facultés. Un système électoral est aussi mis en place afin que le président de l’université, jusque-là nommé par le ministère de l’Éducation, soit élu par les professeurs de l’université. En mai de la même année, une faculté d’économie est créée, suivie en 1923 par une faculté d’agriculture. L’université fixe la couleur la représentant en 1920, à l’occasion d’une course d’aviron organisée la même année contre l’université de Tokyo. Les couleurs portées par les deux équipes sont fixées par un tirage au sort. L’université de Kyoto hérite du bleu foncé (濃清, nōsei) et celle de Tōkyō du bleu clair. Les deux universités continuent depuis à utiliser ces couleurs pour se représenter.

### Débuts de l'ère Shōwa
Le nombre d’étudiants augmente rapidement dans les années 1920, et plusieurs structures qui dépendaient des facultés prennent alors une certaine indépendance. Le campus voit se construire en 1925 la tour de l’horloge, et le musée de la faculté de lettres connaît trois agrandissements à cette période et jusqu’en 1929. La faculté d’agriculture se voit ajouter la gestion d’une ferme expérimentale et d’une forêt en 1924. Un institut de recherche en chimie est ouvert en 1926, et un autre de recherche en sciences humaines en 1939.
L’université est marquée par la montée du nationalisme au Japon à partir du début des années 1930. L’évènement le plus notable se produit en 1933 lors de l’incident de Takigawa, du nom d’un professeur de droit accusé par le régime d’enseigner des thèses marxistes. Le ministre de l’Éducation cherche à obtenir le renvoi de cet enseignant par l’établissement, ce qui aboutit à la démission collective de ses collègues de la faculté de droit en signe de protestation, et par le limogeage du président de l’université par le gouvernement.
De nouvelles composantes de recherche sont ouvertes à l’université alors que le pays est engagé dans la Seconde Guerre mondiale. En 1941 sont ainsi ouverts un institut de recherche sur les maladies du thorax ainsi qu’un centre de recherche sur l’énergie atomique. Ce dernier est engagé dans le projet F-Go du programme d'armement nucléaire japonais.

### Restructuration après la Seconde Guerre mondiale
À la suite de la défaite du Japon pendant la Seconde Guerre mondiale, le système universitaire japonais est restructuré par l’occupant américain. En 1947, l’université prend son nom actuel d’université de Kyoto (京都大学, Kyōto daigaku). En mai 1949, une loi sur l’éducation réforme le système universitaire japonais. La durée du premier cycle universitaire passe ainsi de trois à quatre ans. Une faculté d’éducation est aussi ajoutée, et le lycée no 3 (第三高等学校, Daisan kōtō gakkō) est par ailleurs intégré à l’université. Il assume dès lors l’enseignement aux étudiants de propédeutique et prend en 1954 le nom de collège d’arts et sciences. Le deuxième cycle est lui aussi réformé en 1953 et structuré autour de huit graduate schools, puis de neuf en 1955.
Plusieurs instituts de recherche ouvrent aussi à cette période, avec la création d’un centre de prévention des risques en 1951, d’un centre de recherche en physique fondamentale en 1953 et d’un institut de recherche en virologie en 1956. L’université continue son développement dans les années 1960 avec l’ouverture de composantes sur le campus d’Uji, au sud de Kyoto, à partir de 1965. De nouveaux centres de recherche ouvrent à la même période, avec notamment la création d’un centre de recherche en économie en 1962, sur les mathématiques en 1963, sur l’Asie du Sud-Est en 1965, et sur les primates en 1967. Le nombre d’enseignants titulaires croît sur cette période pour passer de 634 en 1950 à 1 461 en 1960, puis à 2 282 en 1970,.

### Développements récents
La structure de l’université connaît de nouveau quelques évolutions à partir des années 1990. Le collège d’arts et sciences qui assurait les enseignements de propédeutique est réformé en 1992 pour former la faculté de sciences humaines intégrées. Le musée est lui aussi restructuré en 1997 pour atteindre sa forme actuelle. Cinq nouvelles graduate schools sont ouvertes pendant cette décennie.
En 2004, l’établissement devient, par le biais d’une loi s’appliquant à toutes les universités nationales, une entreprise d’université nationale. Malgré ce changement qui augmente son autonomie, notamment financière, l’université de Kyoto est toujours partiellement contrôlée par le ministère de l'Éducation (Monbu-kagaku-shō ou Monkashō). Elle est par ailleurs sélectionnée par ce même ministère en 2010 pour recevoir un financement dans le cadre du programme « Global 30 » pour augmenter le nombre d’étudiants étrangers.

### Historique des présidents
Le président actuel, Hiroshi Matsumoto (松本 紘), élu en octobre 2008, est le 25e de l’université.
| Hiroji Kinoshita (木下 廣次)      | 1897-1907 | Kōsaku Hamada (濱田 耕作)      | 1937-1938 | Yasunori Nishijima (西島 安則) | 1985-1991 |
| Ryōhei Okada (岡田 良平)          | 1907-1908 | Tōru Haneda (羽田 亨)          | 1938-1945 | Hiro'o Imura (井村 裕夫)       | 1991-1997 |
| Dairoku Kikuchi (菊池 大麓)       | 1908-1912 | Risaburō Torigai (鳥養 利三郎) | 1945-1951 | Makoto Nagao (長尾 真)         | 1997-2003 |
| Mitsuro Kuhara (久原 躬弦)        | 1912-1913 | Shunjirō Hattori (服部 峻治郎) | 1951-1953 | Kazuo Oike (尾池 和夫)         | 2003-2008 |
| Masatarō Sawayanagi (澤柳 政太郎) | 1913-1914 | Yukitoki Takigawa (瀧川 幸辰)  | 1953-1957 | Hiroshi Matsumoto (松本 紘)    | 2008-2014 |
| Kenjirō Yamakawa (山川 健次郎)    | 1914-1915 | Kō Hirasawa (平澤 興)          | 1957-1963 | Juichi Yamagiwa (山極 寿一)    | 2014-     |
| Torasaburō Araki (荒木 寅三郎)    | 1915-1929 | Azuma Okuda (奥田 東)          | 1963-1969 |                                |           |
| Shinzō Shinjō (新城 新蔵)         | 1929-1933 | Toshio Maeda (前田 敏男)       | 1969-1973 |                                |           |
| Shigenao Konishi (小西 重直)      | 1933      | Michio Okamoto (岡本 道雄)     | 1973-1979 |                                |           |
| Moto'oki Matsui (松井 元興)       | 1933-1937 | Toshio Sawada (沢田 敏男)      | 1979-1985 |                                |           |

## Composantes
L’université est structurée pour ses activités d’enseignement et de recherche en facultés de premier cycle (学部, gakubu), qui ont la charge des étudiants de premier cycle universitaire, en facultés de cycles supérieurs (研究科, kenkyūka), désignées aussi sous l’appellation de graduate school, qui ont la charge des étudiants de deuxième et troisième cycles universitaires, ainsi qu’en instituts de recherche (研究所, kenkyūsho) et en centres de recherche (センター, sentā) qui sont chargés d’une partie de la recherche. L’université compte aussi des services communs, qui centralisent certaines des activités transversales de l’établissement.

### Composantes d'enseignement

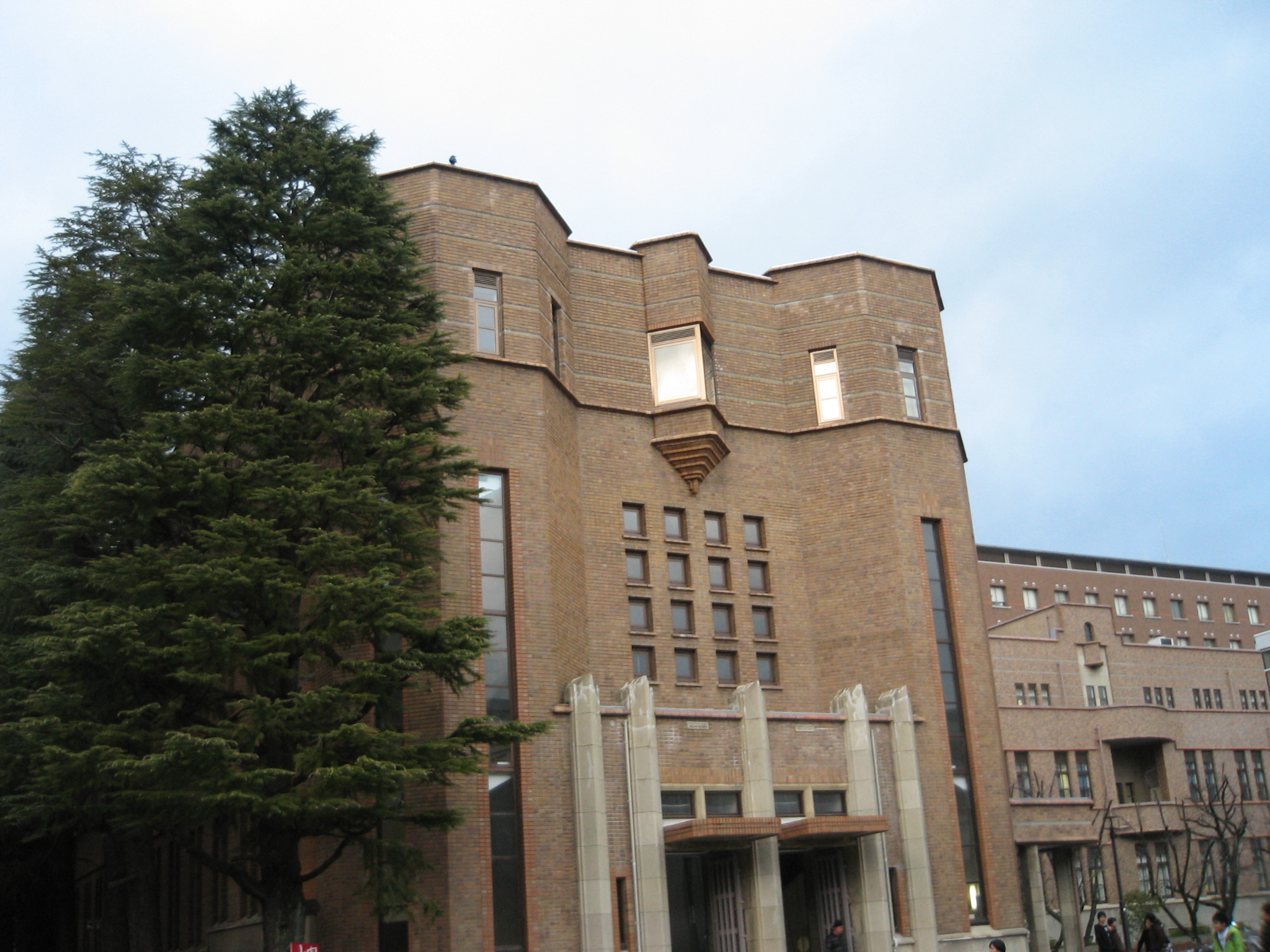
Bâtiment de la faculté de droit.

L’université compte dix facultés de premier cycle (学部, gakubu) qui scolarisent 13 417 étudiants en 2010. Elles ont été ouvertes pour les premières en 1919, et la durée de leurs enseignements, qui était à l’origine de trois ans, a été portée à quatre ans en 1949. Les champs de spécialité de chacune d’elles sont les suivants : les lettres, les sciences humaines intégrées, l’enseignement, le droit, les sciences économiques, les sciences, la médecine, les sciences pharmaceutiques, l’ingénierie et l’agriculture.
L’établissement compte par ailleurs 17 facultés de cycles supérieurs (研究科, kenkyūka) qui scolarisent 9 319 étudiants en 2010. Elles ont été ouvertes à partir de 1953, et la durée de leurs enseignements est de deux ans pour le deuxième cycle universitaire, et de trois ans pour le troisième cycle universitaire. Les champs de spécialité de chacune d’elles sont les suivants : les lettres, l’enseignement, le droit, les sciences économiques, les sciences, la médecine, les sciences pharmaceutiques, l’ingénierie, l’agriculture, les études de l’homme et de l’environnement, les sciences de l’énergie, les études sur l’Asie et l’Afrique, l’informatique, la biologie, les sciences de l’environnement et le management. Sont aussi intégrées à ce système trois écoles qui prennent en charge des enseignements de droit, de gestion publique et de santé publique.

### Composantes de recherche
L’université compte 14 instituts de recherche (研究所, kenkyūsho) dont l’activité représente une partie de la recherche menée par l’établissement. Le premier d’entre eux, l’institut de recherche en chimie, a été créé en 1926, mais les ouvertures de la plupart d’entre eux remontent aux années 1960 et 1970. Dans le domaine de la recherche médicale et des sciences du vivant, l’université compte, avec l’« institut de recherche en virologie », l’« institut de recherche sur les cellules souches pluripotentes induites », l’« institut de recherche sur la médecine de pointe », et, avec l’« institut de recherche sur les primates », quatre structures de recherche. La recherche en sciences humaines dispose d’un « institut de recherche sur le sud-est asiatique », d’un « institut de recherche en sciences économiques » et d’un « institut de recherche en sciences humaines ». La recherche en sciences fondamentales est menée via l’« institut de recherche en physique théorique », l’« institut de recherche en mathématiques », l’« institut de recherche sur l’énergie » et l’« institut de recherche en chimie ». La recherche en sciences appliquées est, elle, portée par l’« institut de recherche sur la prévention des risques », par l’« institut de recherche sur les réacteurs » et par l’« institut de recherche pour le développement durable ».
Des centres de recherches sont aussi chargés d’une partie des activités dans ce domaine, ainsi que d’autres activités connexes. Les sciences du vivant comptent le « centre de recherche sur l’écologie », le « centre de recherche sur la préservation de l’environnement », le « centre de recherche sur les sciences de la durabilité », le « centre de recherche sur la survie et l’adaptation de société à des conditions météorologiques extrêmes », ainsi que le « centre de recherche en radiobiologie ». Dans le domaine des sciences humaines, l’université compte le « centre pour les études sur les médias et l’informatique », le « centre pour les études d’aires », le « centre pour la promotion de l’excellence dans l’enseignement supérieur », le « centre de recherche et d’éducation dans les sciences », le « centre pour l’étude de l’héritage culturel », le « centre d’étude sur l’Afrique », le « centre de recherche sur la condition féminine » et le « centre pour la promotion de l’enseignement et de la recherche interdisciplinaire ». La chimie dispose d’un centre pour les « sciences des matériaux et des basses températures », d’un « institut Fukui pour la chimie fondamentale » et d’un « centre de recherche sur les radioisotopes ». Les sciences du vivant disposent d’une « unité d’enseignement pour la formation des leaders en sciences pharmaceutiques et en ingénierie de pointe », d’un « institut de sciences appliquées pour les cellules souches », du « centre de recherche Kokoro  », d’une « unité de recherche pour l’ingénierie biomédicale de pointe » et d’un « centre de recherche sur la vie sauvage ». L’université dispose aussi d’une « unité de recherche sur le futur des sciences », d’une « unité pour les études synergiques sur l’espace », et d’« une unité de recherche internationale pour l’application des sciences sur les systèmes complexes ». Enfin, d’autres centres fournissent un appui à ces structures en se chargeant de certaines activités annexes, comme le « centre pour la promotion des jeunes chercheurs », le « centre international », les archives et le musée de l’université, un service de santé, ou encore un centre d’orientation.

### Composantes communes

#### Musée
L’université compte un musée depuis 1997. Celui-ci a été créé à partir de composantes plus anciennes, le premier fond étant constitué en 1914 par le département d’histoire de la faculté de lettres, et exposé alors dans un hall d'exposition (陳列館, chinretsukan). Cette première structure évolue et connaît trois agrandissements successifs jusqu’en 1929. La structure est reconnue par le ministère de l’Éducation et acquiert le statut de musée en 1955. Elle prend alors en 1959 le nom de musée (博物館, hakubutsukan) puis déménage dans un nouveau bâtiment en 1986. La même année, le collège d’arts et sciences et les facultés de sciences et d’agriculture mettent en place un comité chargé de collecter des pièces historiques en vue de constituer un musée d’histoire naturelle. En 1989, les grandes lignes d’un tel musée universitaire sont tracées, et dans le même temps des rapprochements avec le musée de la faculté de lettres sont étudiés. Les deux musées sont réunis en 1997 sous le nom de musée de l’université de Kyōto.

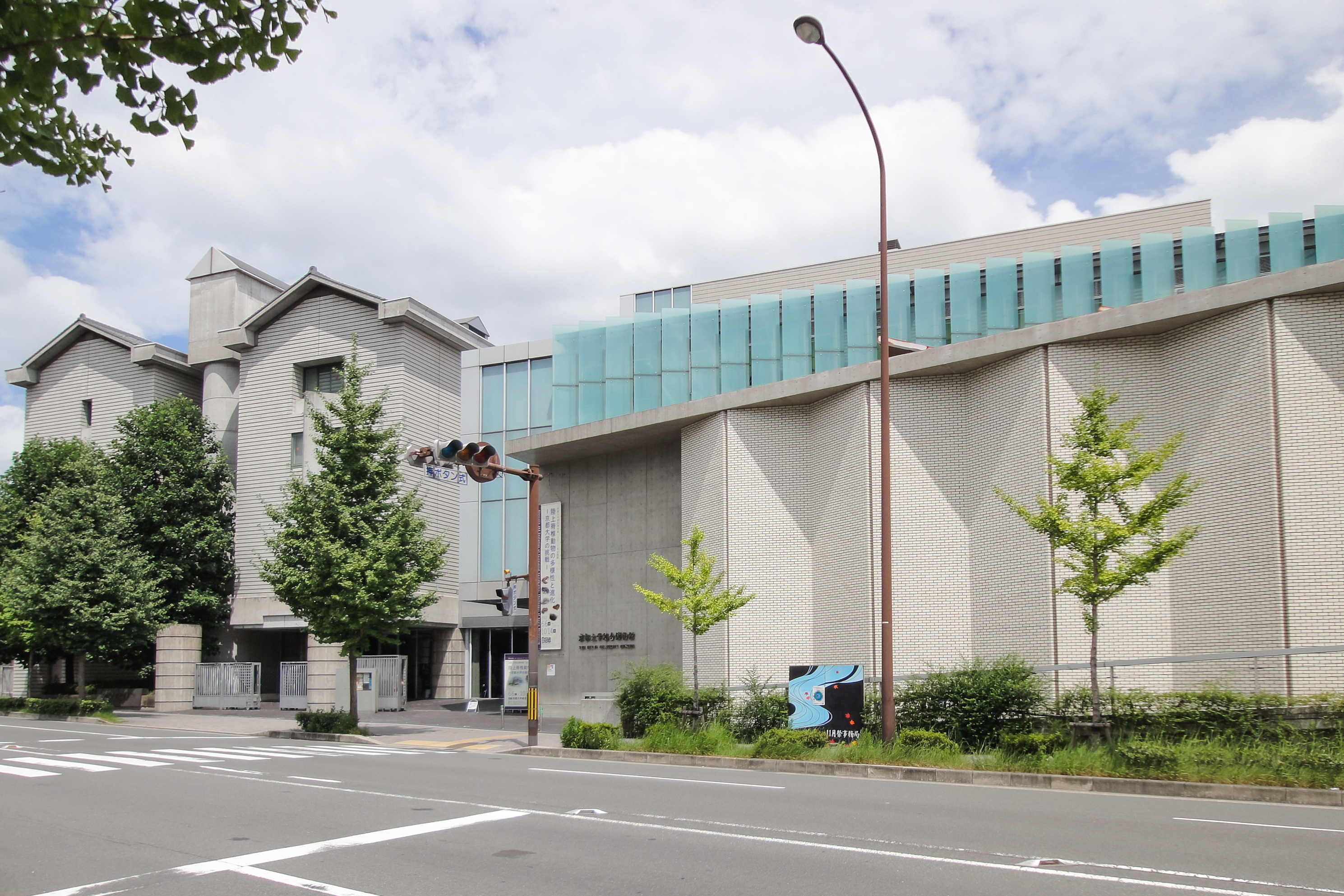
Le musée de l'université.

Les fonds réunissent près de 2 500 000 objets provenant de trois grands domaines, à savoir l’histoire naturelle, l’histoire humaine et l’histoire des sciences. Ceux d’histoire humaine proviennent des fonds de l’ancien musée de la faculté de lettres et contiennent des pièces liées à l’histoire japonaise, mais aussi des pièces obtenues en Chine et en Corée lors de fouilles archéologiques menées avant la Seconde Guerre mondiale. Les facultés d’ingénieries, de sciences, d’agriculture et de sciences humaines intégrées fournissent les pièces relatives à l’histoire des sciences. Les fonds d’histoire naturelle sont, eux, composés de pièces liées à la zoologie et à la géologie, mais ils comportent aussi des spécimens de plantes et de Fungi.
Le musée utilise ses collections dans un but de recherche, d’éducation et de formation, ainsi que dans le cadre d’expositions. Il intervient pour la conservation de ces collections, la plupart étant conservées au sein des facultés et des laboratoires de l’université et n’étant pas accessibles au public.

#### Hôpital
L’hôpital universitaire est ouvert en 1899. Plusieurs centres de recherches se sont par la suite ajoutés à celui-ci, comme l’institut de recherche sur les maladies du thorax ouvert en avril 1998, le centre de recherche sur les transplantations ouvert en avril 2001, ainsi que plusieurs programmes de formations universitaires de deuxième et troisième cycles universitaires destinés à la formation continue des personnels de santé, des cliniciens et des dentistes ouverts en 2003 et 2005.
L’hôpital compte 1 182 lits et a traité en 2008 environ 630 000 patients en consultations externes et 360 000 autres qui ont suivi un traitement à l’hôpital. Il est spécialisé dans la greffe entre donneurs vivants, domaine dans lequel il dispose d’un centre destiné aux transplantations de foies depuis 1990. En 2004, il totalisait un millier de transplantations de ce type effectuées, ce qui représente la moitié de ce genre d’opérations réalisées au Japon.

#### Bibliothèques
Les fonds de l’université sont gérés par un système commun et organisé autour d’une bibliothèque principale à laquelle s’ajoutent plus de 50 bibliothèques rattachées à des départements ou à des instituts de recherche. Elles comptent en 2010 un total de 6 357 000 livres et de 95 000 périodiques.
La bibliothèque principale est située sur le campus de Yoshida. Elle a été ouverte en 1899 et totalise des fonds de 867 000 livres et de 25 000 périodiques. En plus de ces fonds imprimés, elle possède aussi un fonds de journaux, de livres, de banques de données et de ressources numériques qu’elle gère et rend accessibles aux autres bibliothèques de l’université depuis un réseau de terminaux. Une salle d’étude y est par ailleurs ouverte 24 heures sur 24 en semaine depuis janvier 2009.
Certaines bibliothèques locales peuvent disposer de collections particulières, comme celle de la faculté de sciences humaines intégrées. Elle compte ainsi 294 volumes de travaux traitant de littérature japonaise et collectés par Moritaro Hayashi lorsqu’il enseignait au Lycée no 3. Il s’y trouve par ailleurs 1 224 volumes traitant d’éducation et de philosophie occidentale et collectés par Shinma Mizobuchi, alors principal du Lycée no 3, mais aussi une collection de documents traitant de ce lycée.

## Enseignement et recherche

### Formations
Les personnes voulant intégrer l’université de Kyoto en tant qu’étudiants doivent préalablement passer un examen national, le test du Centre national des admissions à l'université (大学入学者選抜大学入試センター試験, Daigaku nyūgakusha senbatsu daigaku nyūshi sentā shiken). Les candidats ayant obtenu un score suffisant à cet examen peuvent se présenter au concours d’entrée de l’université. L’accès à celle-ci se fait à l’issue de cette seconde sélection où les épreuves sont spécifiques à la faculté demandée. En 2010, quelque 8 320 personnes se sont présentées à ces examens, pour un total de 2 931 places attribuées finalement, dont 2 245 à des étudiants et 686 à des étudiantes.
L’université a délivré lors de l’année 2008 5 792 diplômes tous cycles confondus. Elle compte en 2007 et depuis sa création un total de 35 902 diplômés de troisième cycle, ainsi que 56 967 diplômes de deuxième cycle, 179 703 diplômes de premier cycle et 714 diplômes délivrés par l’une de ses écoles spécialisées.
Plusieurs associations d’anciens étudiants réunissent les diplômés issus de l’université de Kyoto. Elles sont initialement centrées autour des facultés de l’établissement, mais l’université s’est dotée le 3 novembre 2006 d’une association réunissant tous les diplômés de l’établissement. L’université organise depuis à cette date des évènements pour accueillir les anciens étudiants sur ses campus. D’autres associations d’anciens étudiants existent en dehors du Japon et réunissent les diplômés d’un pays particulier,.

### Relations internationales
L’établissement dispose depuis 1990 d’un service pour gérer les échanges d’étudiants et possède trois maisons internationales chargées de l’hébergement des étudiants et chercheurs étrangers. Elle compte aussi depuis 2001 un bureau de liaison à Shanghai afin de recruter des étudiants locaux, ou à Londres depuis 2008, et est membre depuis 2010 des treize premières universités sélectionnées par le programme « Global 30 » du ministère de l'Éducation japonais qui vise à augmenter le nombre d’étudiants étrangers au Japon. En 2009, 1 430 étudiants étrangers étaient inscrits à l’université, venant de cent pays différents. Ils proviennent majoritairement d’Asie (79,5 % des étudiants), et plus particulièrement de Chine (571 étudiants) et de Corée du Sud (208 étudiants).
Les chercheurs sont aussi concernés par cette mobilité. En 2009, l’université a enregistré 3 170 visites de chercheurs venant de l’étranger, principalement des États-Unis, de Chine, de Corée du Sud, de France et d’Angleterre, avec respectivement 520, 475, 278, 228 et 167 visites. La même année, 5 831 visites de chercheurs de l’université allant à l’étranger ont été enregistrées, principalement aux États-Unis, en Chine, en Corée du Sud, en France et en Allemagne avec respectivement 1 122, 699, 454, 329 et 311 visites.
L’université compte en 2009 des accords d’échanges et de coopérations universitaires avec 80 établissements étrangers et avec 18 consortiums, principalement tournés vers l’Asie et l’Europe, avec respectivement 32 et 31 accords. L'établissement est aussi membre de plusieurs réseaux d'universités, comme l’Association of Pacific Rim Universities ou l'Association of East Asian Research Universities. Des forums annuels sont aussi organisés par l’université depuis 2001, à l’étranger ou au Japon, afin de promouvoir ses activités de recherche.

### Recherche
Les recherches menées à l’université sont financées par des acteurs publics comme privés, et l’établissement intervient aussi dans des activités menées en dehors de ses murs. En 2008, 820 programmes de recherche ont été effectués par l’université avec la collaboration d’institutions extérieures, lui rapportant ainsi 3,9 milliards de yens, et 684 programmes de recherches menés par des institutions extérieures ont impliqué l’université, lui rapportant 12,7 milliards de yens.
L’université est aussi propriétaire de brevets déposés par ses équipes de recherche. En 2008, 405 propositions de dépôt de brevet ont ainsi été soumises à l’établissement par ses équipes, et 227 demandes de brevet ont été déposées au Japon pour 22 obtenues, et 207 demandes de brevet ont été déposées à l’international pour 26 obtenues. Cette même année, l’université est ainsi propriétaire d'un total de 120 brevets déposés au Japon, et de 73 brevets déposés à l'international. Les revenus de ces brevets et de copyright et l’exploitation de matériaux de recherche détenus par l'université ont fourni 102 millions de yens à l’établissement en 2008. L'année suivante, avec 125 brevets déposés dans le pays, l'établissement se classe à la 7e place des universités japonaises.

### Scientométrie
L’université est classée dans plusieurs palmarès universitaires. En 2010, le classement de l'université Jiao-tong de Shanghai classait l’université de Kyoto à la 24e place mondiale et plus particulièrement à la 28e place pour la recherche en physique, à la 33e place pour la recherche en mathématiques et à la 7e place pour la recherche en chimie. Le classement QS World University Rankings place, en 2011, l’université à la 32e place mondiale et plus particulièrement à la 13e place pour les sciences naturelles, à la 17e place pour les sciences de l'ingénieur, à la 20e place pour les sciences de la vie, à la 28e place pour les sciences humaines et à la 33e place pour les sciences sociales. Le classement de l'école des mines de Paris place l’université à la 5e place mondiale en 2011 et le Global University Ranking à la 46e place mondiale en 2023.

## Implantations

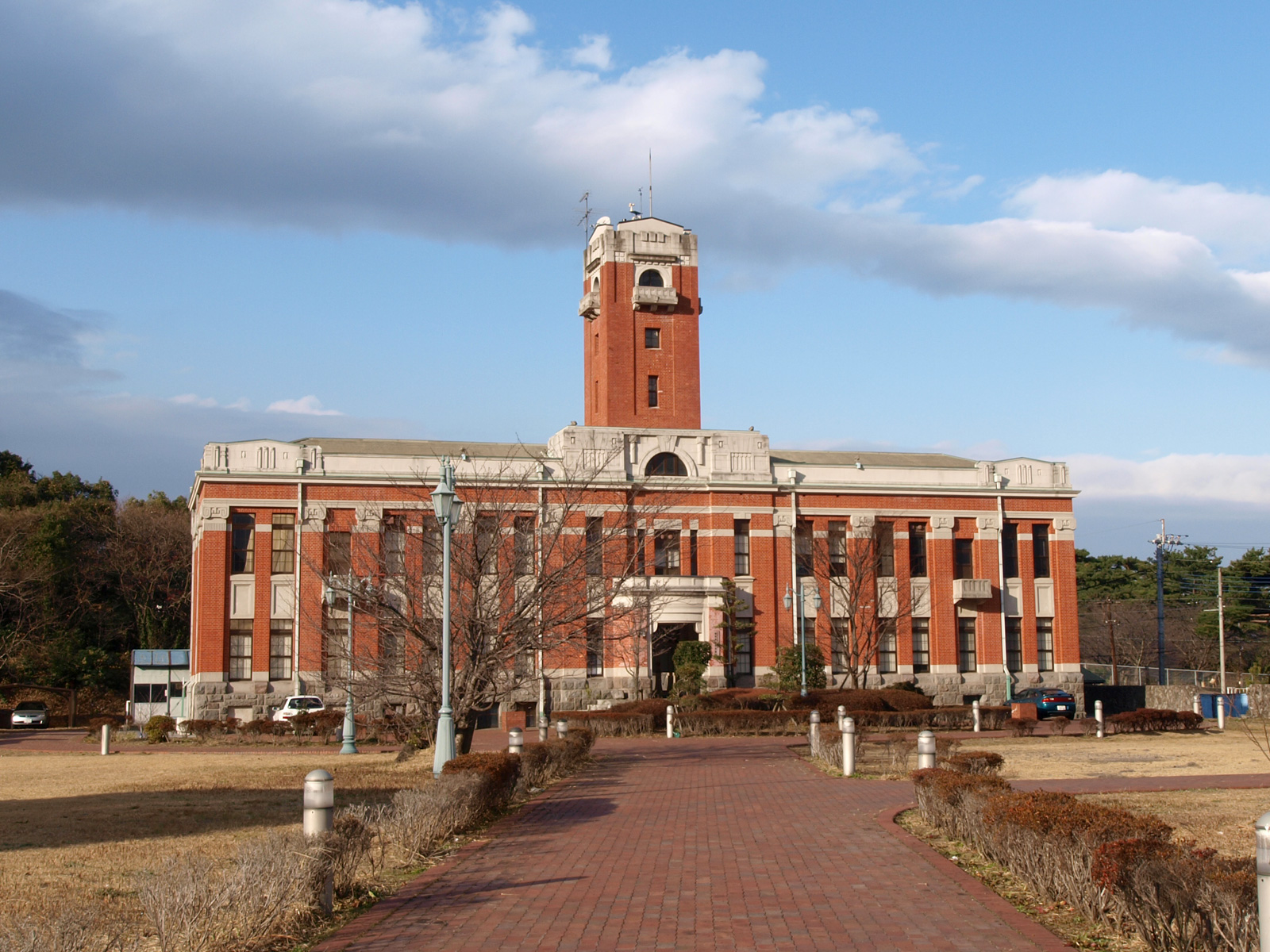
Laboratoire de l’université à Beppu.

L’université dispose de trois campus principaux implantés à Kyoto et dans sa région et gère aussi des lieux d’implantation dans le reste du Japon, mais aussi 40 centres d’expérimentations en dehors du pays.

### Campus de Yoshida
Le campus de Yoshida, situé à dans le nord de la ville de Kyoto, dans l'arrondissement de Sakyō est le site d'implantation initial de l'université. Il ouvre en 1889 lorsque le lycée no 3 (第三高等学校, Daisan koto gakko) est transféré d’Ōsaka à Kyoto, la zone étant à l’époque située en dehors de l’agglomération de la ville. Il est divisé en cinq zones : central, nord, sud, ouest, médical et pharmaceutique. Plusieurs des principales infrastructures de l’université y sont situées, comme la tour de l'horloge, construite en 1925 selon les plans de Goichi Takeda, le premier professeur de l’école d’architecture de l’université, mais aussi la bibliothèque principale et l’hôpital universitaire.

### Campus d'Uji

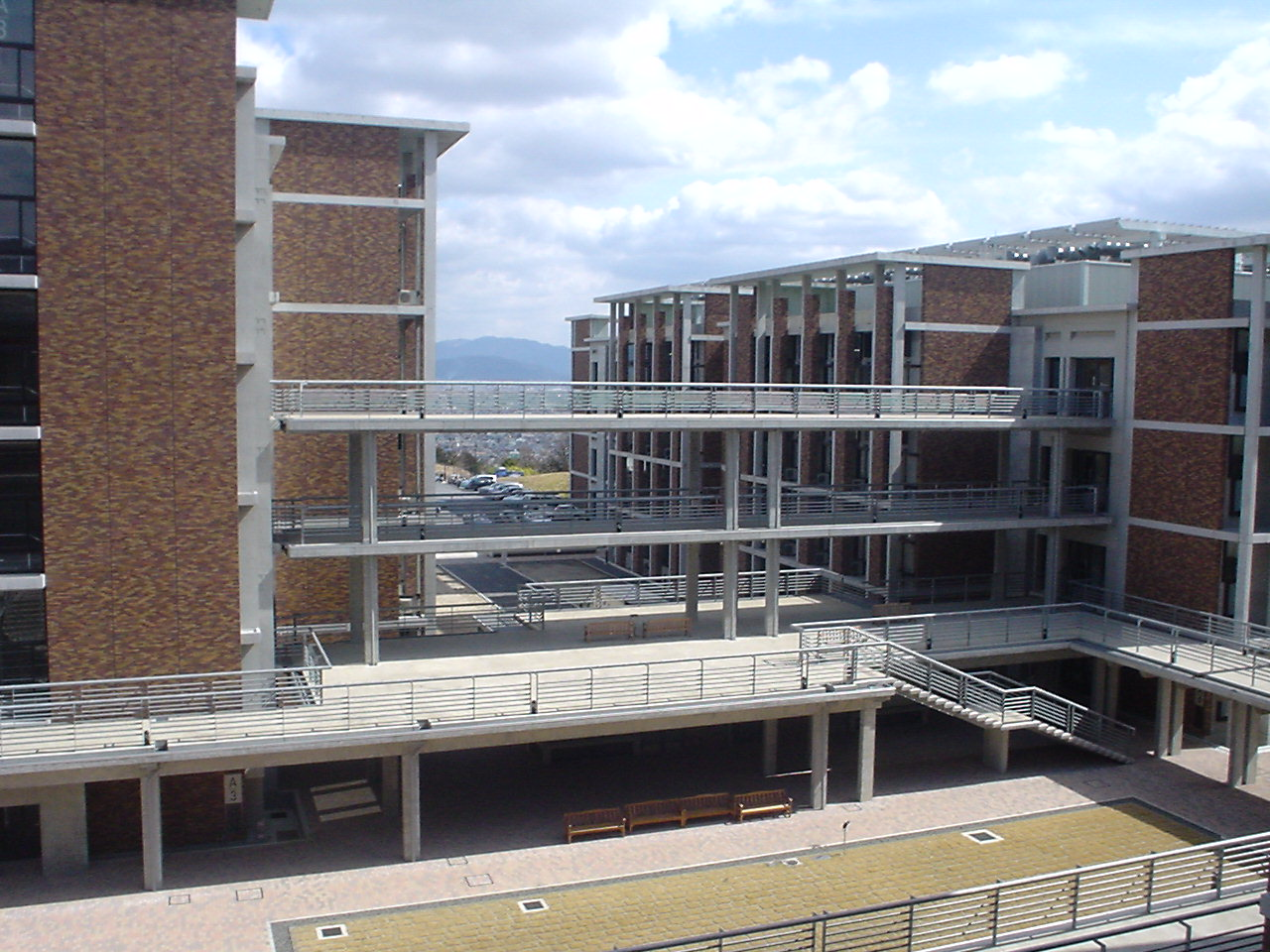
Bâtiments de la faculté d'ingénierie sur le campus de Katsura.

Le campus d’Uji est situé au sud de Kyoto, dans la ville d’Uji. Le terrain était initialement occupé par l’armée impériale japonaise et a été cédé à l’université en 1949. Le développement de cet espace n’a cependant commencé qu’autour des années 1965 lorsque plusieurs facultés et laboratoires liés aux énergies et aux sciences naturelles s’y sont installés,.

### Campus de Katsura
Le campus de Katsura, situé dans l’ouest de la ville de Kyoto à sept kilomètres du campus de Yoshida, est le plus récent des trois. Sa création a été décidée à l’automne 1999 pour accueillir les facultés d’ingénierie et d’informatique, et il a été inauguré le 1er octobre 2003. Il est structuré autour de trois clusters.

## Image et communication

### Symboles

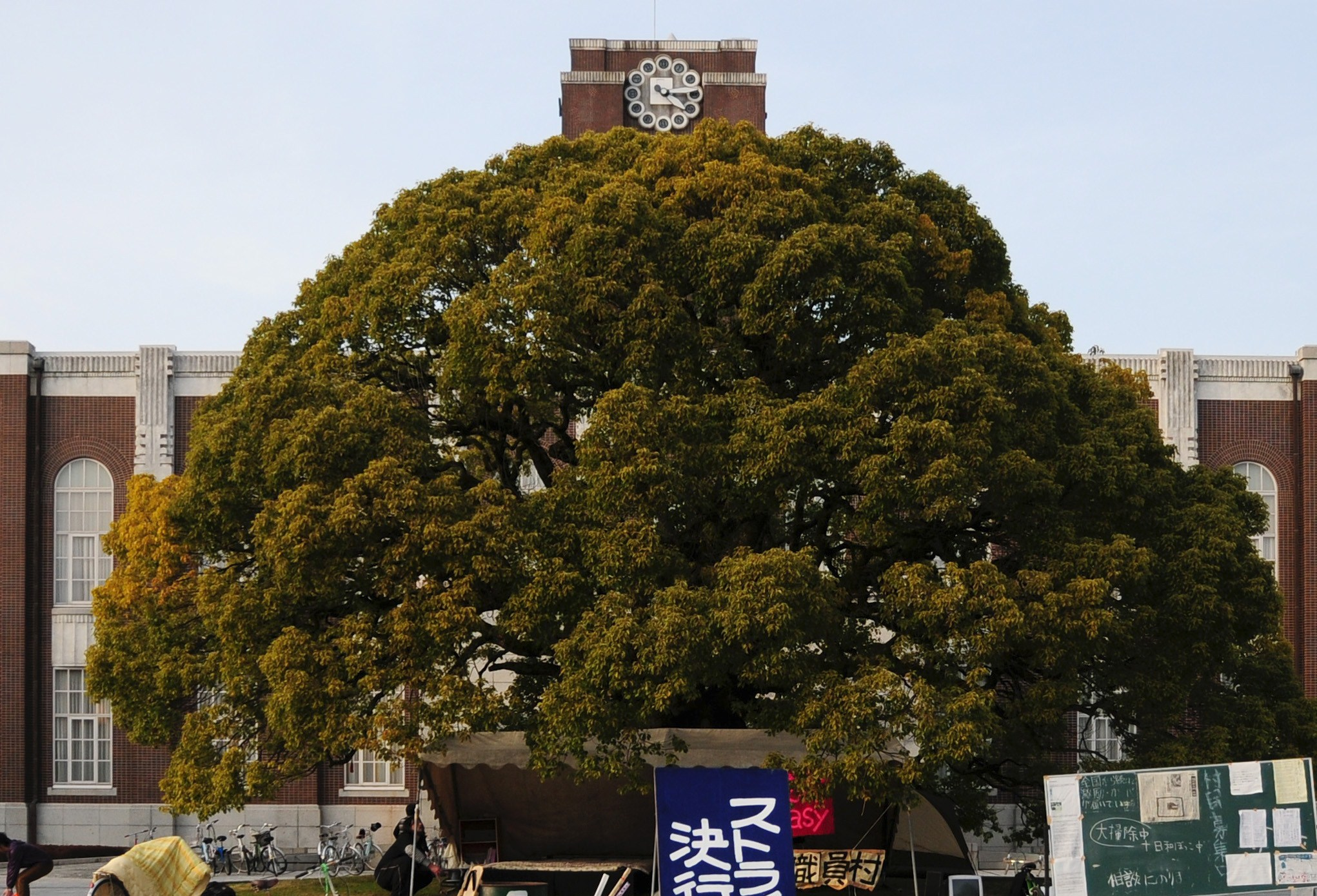
Le camphrier à l’entrée de l’université.

L’université se dote à l’occasion d’une course d’aviron en 1920 d’une couleur pour se représenter, le bleu foncé, en opposition à l’université de Tokyo qui utilise alors le bleu clair. À la suite d’un rescrit impérial à l’intention des étudiants de 1939, l’université sélectionne en 1940 des travaux étudiants pour se doter d’un chant et d’un drapeau officiel. Ces derniers sont depuis utilisés lors de cérémonies officielles comme les remises de diplômes ou les rentrées universitaires,. Le camphrier présent à l’entrée du campus de Yoshida est aussi utilisé pour représenter l’université depuis les années 1930, mais ce n’est que dans les années 1950 qu’à la suite d’une proposition d’Ogawa, un professeur de l’université, cet arbre intègre le sceau de l’université. Ce dernier est officiellement utilisé par l’université depuis un vote de son conseil d’administration datant du 16 novembre 1990.

### Média

#### Presses universitaires
L’université dispose depuis le mois de septembre 2005 d’une maison d'édition universitaire, les Presses universitaires de l'université de Kyōto (京都大学学術出版会, Kyōto daigaku gakujutsu shuppan-kai). Elles ont été créées à partir d’un service d’édition de l’université, lui-même créé en 1989, et emploient onze personnes. Elles comptent en 2010 quelque 660 publications, pour un chiffre d’affaires de 242 900 000 yens.

#### Périodiques
L’université publie depuis le printemps 2002 une revue bisannuelle de langue anglaise, Raku-yu, en reprenant le nom de l’assemblée qui s’était formée pour célébrer le 25e anniversaire de la fondation de l’université, la Raku-yu kaikan. Cette revue présente les actualités de l’établissement, dans le domaine institutionnel, mais aussi dans celui des recherches menées.
Elle publie aussi depuis septembre 2008 dans MANGA Kyoto University, et sous forme de manga, des résumés de la recherche effectuée à l’université. La première version publiée en japonais a été suivie en décembre 2009 de versions en anglais, en chinois et en coréen.

## Vie étudiante

### Traditions et festivités

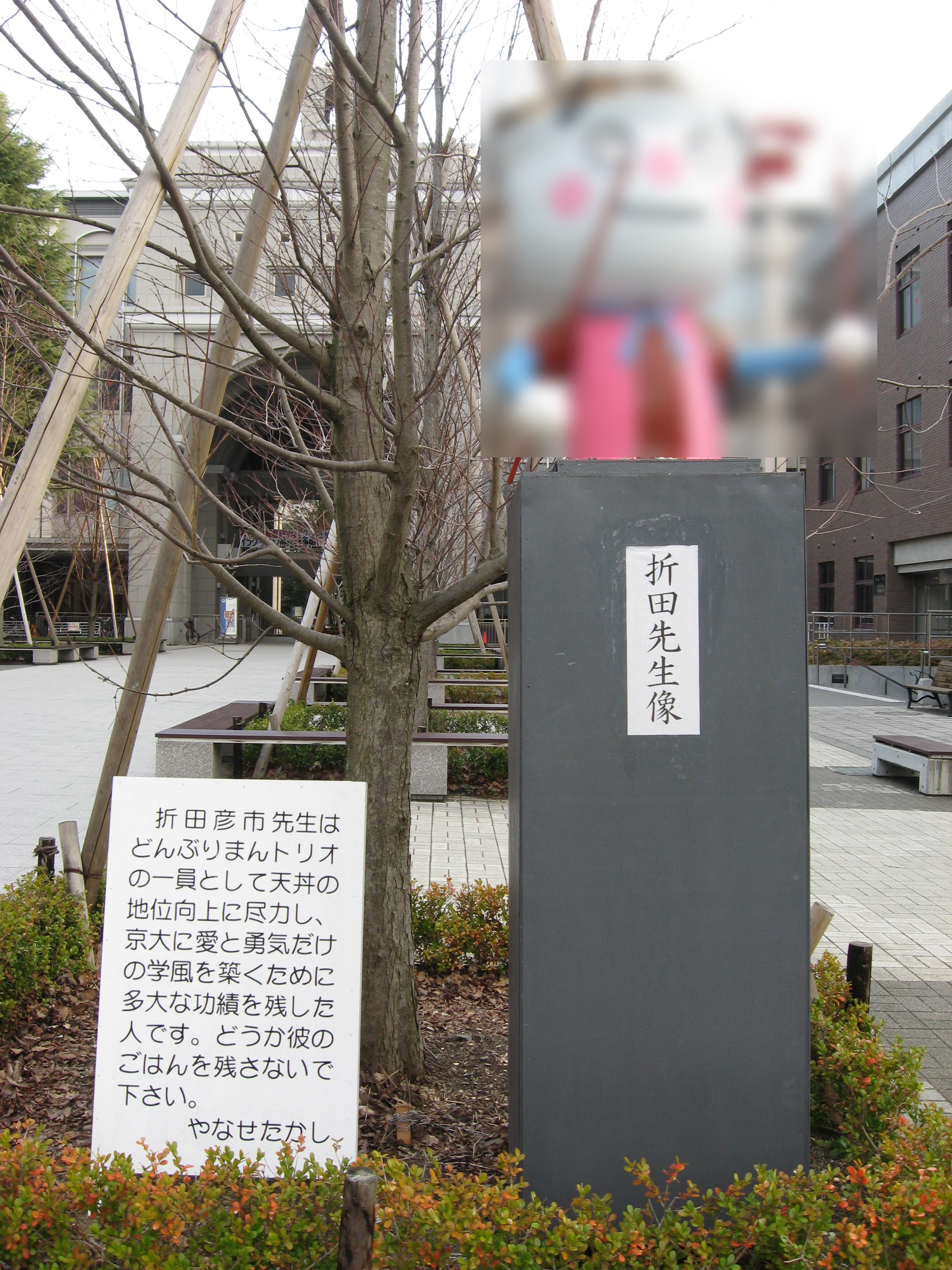
Statue du professeur Orita en 2008.

Un festival annuel est organisé sur les campus de l’université en novembre depuis 1959 : le festival de novembre (11月祭, jūichi gatsu sai), aussi appelé selon sa version anglaise November Festival et abrégé en NF. Il est organisé par les associations étudiantes avec l’aide des administrations. Il dure quatre jours et débute par un brasier allumé sur l’un des terrains de sport. Les festivités sont animées par les étudiants et certains enseignants. Certaines, comme un procès parodique organisé par la société d’étude judiciaire, sont organisées tous les ans et sont devenues des institutions pendant ce festival.
Une statue représentant Hikoichi Orita, l’un des enseignants du lycée no 3, est au centre d’une tradition qui remonte aux années 1980. Son buste était alors régulièrement recouvert de graffitis jusqu’à ce qu'elle soit retirée en 1997. Depuis cette date, et lors des principaux évènements de l’université comme l’examen d’entrée, des versions parodiques de cette statue sont mises en place là où se tenait le buste original, le plus souvent en prenant comme référence des personnalités imaginaires médiatiques,.
La cérémonie de remise des diplômes qui se tient tous les ans en mars est aussi le théâtre d’une tradition parodique.
Certains des étudiants présents ne portent ainsi pas un habit conventionnel mais des costumes à caractère humoristique, empruntant les traits de personnages de mangas ou d’anime, ou d’autres références folkloriques japonaises,.

### Associations étudiantes
L’université compte plusieurs types d’associations étudiantes (サークル, sākuru), centrées sur le sport ou la culture. En 2010, elle compte ainsi 102 associations culturelles, 48 associations sportives qui représentent officiellement l’université lors de compétitions, et 40 autres associations sportives concentrées sur la pratique de sport pour les loisirs. Trois autres représentent les intérêts des étudiants, à savoir le conseil des étudiants de premier cycle, le conseil des étudiants de second et troisième cycle, et le comité de gestion de la coop.

### Évolution démographique
| 1897 | 1899 | 1906  | 1919  | 1930  | 1940  | 1950  | 1960  | 1970   |
| ---- | ---- | ----- | ----- | ----- | ----- | ----- | ----- | ------ |
| 47   | 205  | 1 195 | 1 901 | 5 354 | 5 077 | 9 831 | 8 740 | 14 295 |

| 1980   | 1989   | 1998   | 2003   | 2004   | 2005   | 2006   | 2007   | 2008   |
| ------ | ------ | ------ | ------ | ------ | ------ | ------ | ------ | ------ |
| 14 937 | 17 047 | 20 852 | 21 532 | 21 871 | 22 192 | 22 376 | 22 444 | 22 397 |

## Personnalités liées à l'université

### Enseignants

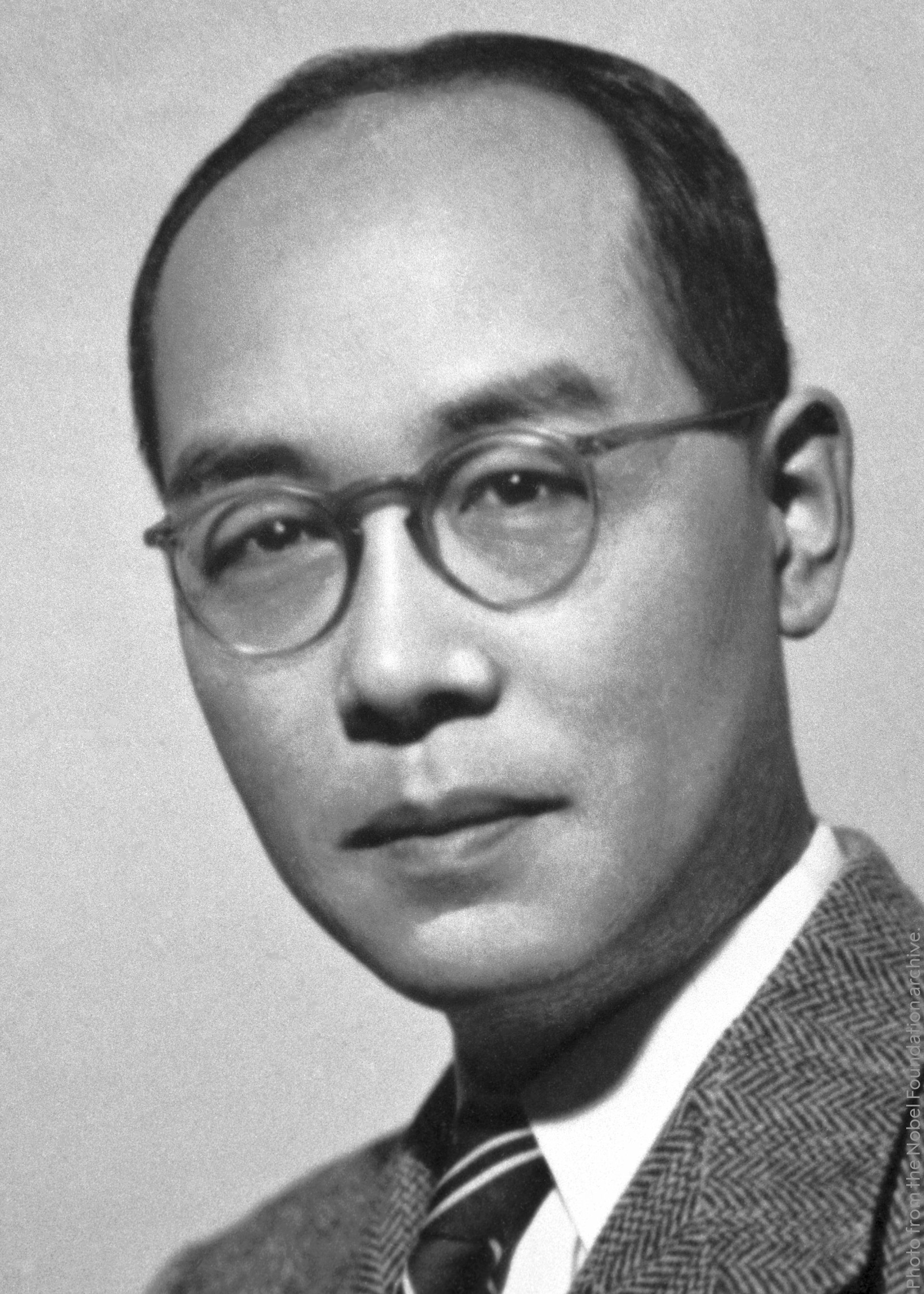
Hideki Yukawa, premier lauréat japonais du prix Nobel, étudiant et enseignant à l'université de Kyoto

L’université compte parmi ses anciens enseignants des personnalités comme le prix Nobel de physique 1949, Hideki Yukawa, le prix Nobel de chimie 1981 Ken'ichi Fukui, le prix Nobel de physique 2008 Toshihide Maskawa, le prix Nobel de médecine 2012 Shinya Yamanaka, ou encore le lauréat de la médaille Fields 1970 Shigefumi Mori.

### Étudiants
Plusieurs étudiants se sont illustrés dans le domaine des arts. Dans le domaine littéraire, l’université compte parmi ses anciens étudiants des lauréats du prix Akutagawa comme Yasushi Inoue (lauréat 1949) ou Keiichirō Hirano (lauréat 1999), des lauréats du prix Yomiuri comme Shōhei Ōoka (lauréat 1951), ou encore des lauréats du prix Tanizaki comme Hiroshi Noma (lauréat 1971). Dans le domaine du cinéma, l’université compte Nagisa Ōshima, prix de la mise en scène au Festival de Cannes de 1978, parmi les étudiants.
L’université a également formé des scientifiques comme les prix Nobel Hideki Yukawa (prix Nobel de physique 1949), Sin-Itiro Tomonaga (prix Nobel de physique 1965), Ken'ichi Fukui (prix Nobel de chimie 1981), Susumu Tonegawa (prix Nobel de physiologie ou médecine 1987), Ryoji Noyori (prix Nobel de chimie 2001), Isamu Akasaki (prix Nobel de physique 2014), ou encore des lauréats de la médaille Fields comme Heisuke Hironaka (lauréat 1970) et Shigefumi Mori (lauréat 1970).
Dans le domaine politique, deux de ses anciens étudiants ont été Premiers ministres du Japon, Hayato Ikeda (de 1960 à 1964) et Fumimaro Konoe (de 1937 à 1939, puis de 1940 à 1941), et l’un d'eux, Li Tenghui, a été président de la République de Chine (de 1988 à 2000). En 2011, 40 des 722 parlementaires japonais sont issus de l'université.

### Docteurshonoris causa
En décembre 1987, un système de doctorat honoris causa a été mis en place par les facultés de l’université. Il vise alors à récompenser les personnalités extérieures qui ont permis des avancées dans les domaines d’enseignement et de recherche de l’établissement. Le système est réformé en 2004 afin de pouvoir honorer des personnes exerçant hors du domaine académique, et est alors délivré non plus au nom d’une faculté mais au nom de l’université.
Huit personnes ont été décorées par la première version de cette récompense, délivrée alors par les facultés. Le premier est Israel Gelfand en 1989 dans le domaine des sciences, suivi de George Garfield Hall la même année pour ses réalisations dans les sciences de l’ingénieur. Suivent ensuite Hans Neurath pour la médecine et Rudolf Kalman pour l’ingénierie en 1990, Tage Rickard Eriksson pour l’agriculture en 1992, Christian Streffer en 1994 pour la médecine, Robert Byron Bird pour l’ingénierie en 1995 et Puthen-Krish Ramachandran Nair en 2002 pour l’agriculture.
Entre sa création et 2011, quatre personnes ont été décorées par la seconde version de cette récompense, délivrée au nom de l’université. Il s’agit de Lionel W. McKenzie et de Susumu Tonegawa en 2004, de Jane Goodall en 2007 et de Alan Kay en 2009.

## Sources